# Laurits Munch-Petersen
Laurits Munch-Petersen (født 19. juli 1973) er en dansk filminstruktør, manuskriptforfatter og skuespiller, uddannet fra Den Danske Filmskoles instruktørlinie i 2003. Hans afgangsfilm "Mellem Os" vandt 13 internationale priser, blandt dem en Foreign Student Academy Award for bedste udenlandske film og blev dermed den mest prisvindende afgangsfilm i Filmskolens historie.
Laurits har instrueret og skrevet 3 spillefilm hvoraf den seneste, biografdokumentaren "Skyggen af en Helt" om hans egen familiehistorie blev nomineret til bl.a. en Bodil. Laurits har desuden instrueret den Robert-nominerede "Delfinen" samt den prisvindende TV-serie "De 7 Drab" for TV2.
I 2021 blev Laurits' spillefilm Ambulancen genindspillet  med Michael Bay som instruktør og Jake Gyllenhaal i hovedrollen. Filmen har verdenspremiere den 8. april 2022.
I 2022 arbejder Laurits på TV-serien Crasher, som er en modernisering af Søren Kierkegaards Forførerens Dagbog.
Laurits er søn af keramiker Ursula Munch-Petersen og maler Erik Hagens og barnebarn af den berømte, danske digter Gustaf Munch-Petersen, der blev skudt kun 26 år gammel i den spanske borgerkrig i 1938. 
Laurits har tre døtre (fra hhv. 2009, 2013 og 2018), de to ældste medvirker i hans film Skyggen af en helt (2015) og hans tv-serie På tur med far (2018), som blev en af de mest sete serier på Ramasjang i 2018.

## Filmografi
- Ambulance (2022) - International spillefilm
- På tur med far (2018) - TV-serie
- Delfinen (2017) - Kortfilm
- Skyggen af en helt (2015) - Dokumentarspillefilm
- Over kanten (2012) - Spillefilm
- De 7 drab (2010) - Dokumentarfilmsserie
- Skynd dig hjem (2009) - Dokumentarfilm
- Forførerens fald  (2008) - Dokumentarfilm
- Ambulancen  (2005) Spillefilm
- Mellem os (2003) - Kortfilm - Oscar-vinder
- Livshunger (2002) - Medvirkende	Tv-serie
- Den gode søn (2001) - Kortfilm
- Tre på en motorcykel (2001) - Kortfilm
- Janes drøm (1999) - Dokumentarfilm
- Tempo (1998) - Kortfilm
- It's a Game (1998) - Kortfilm
- One Year (1997) - Kortfilm
- Cirklen (1996) - Kortfilm
- Lisas dag (1994) - Kortfilm
- A woman in every town (1993) - Kortfilm